# Seattle Center

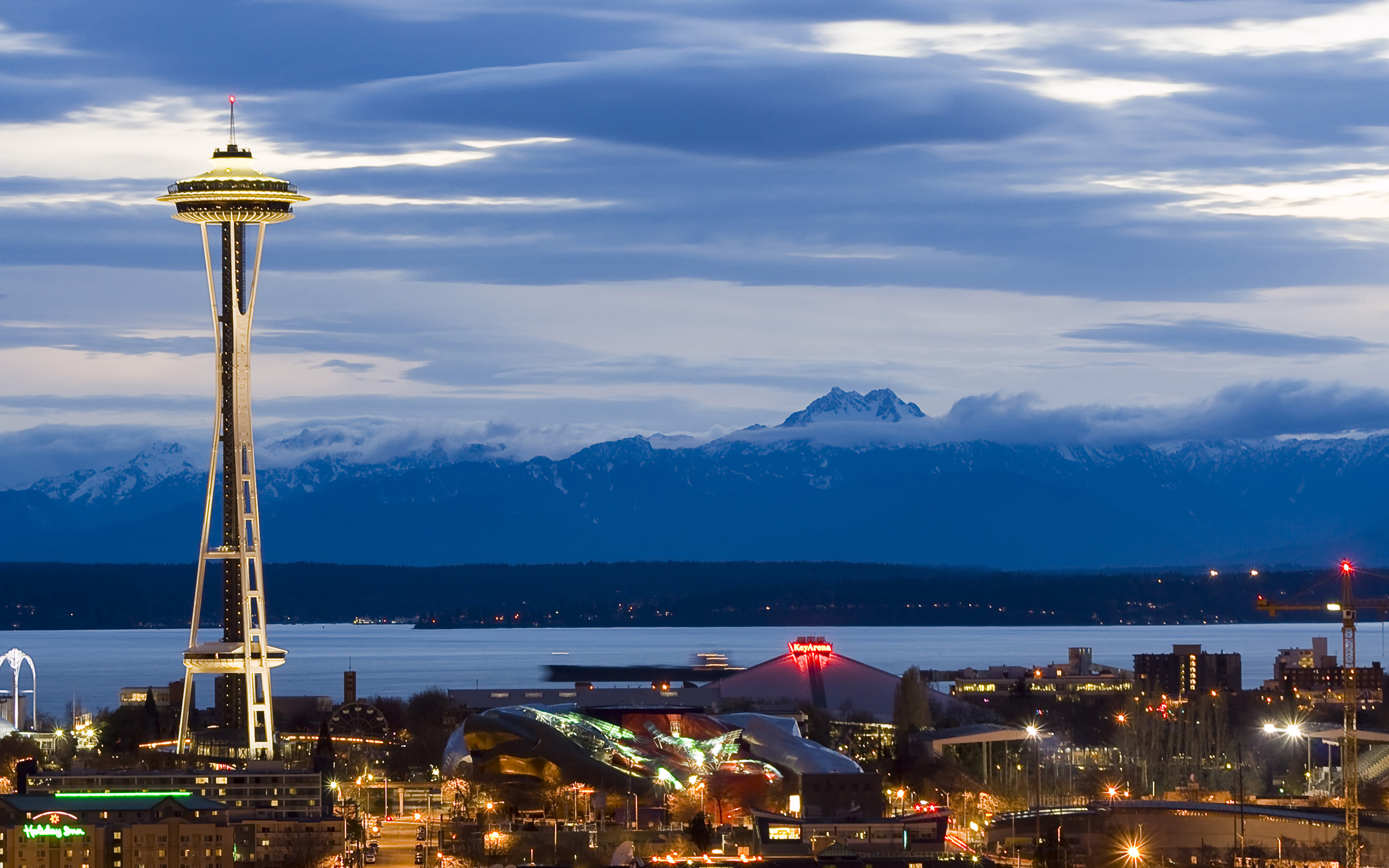
Seattle Center i skymningen.

Seattle Center är ett underhållningskomplex i Seattle, USA, beläget på den plats där världsutställningen 1962 ägde rum. Kvar från den tiden finns bland annat utsiktstornet Space Needle och ändhållplatsen för Seattle Center Monorail.
Idrottshallen är för närvarande (2020) under ombyggnad. En helt ny arena med namnet Climate Pledge Arena byggs under det kulturskyddade taket av det som ursprungligen var delstaten Washingtons paviljong på världsutställningen.